# Музыка КНДР

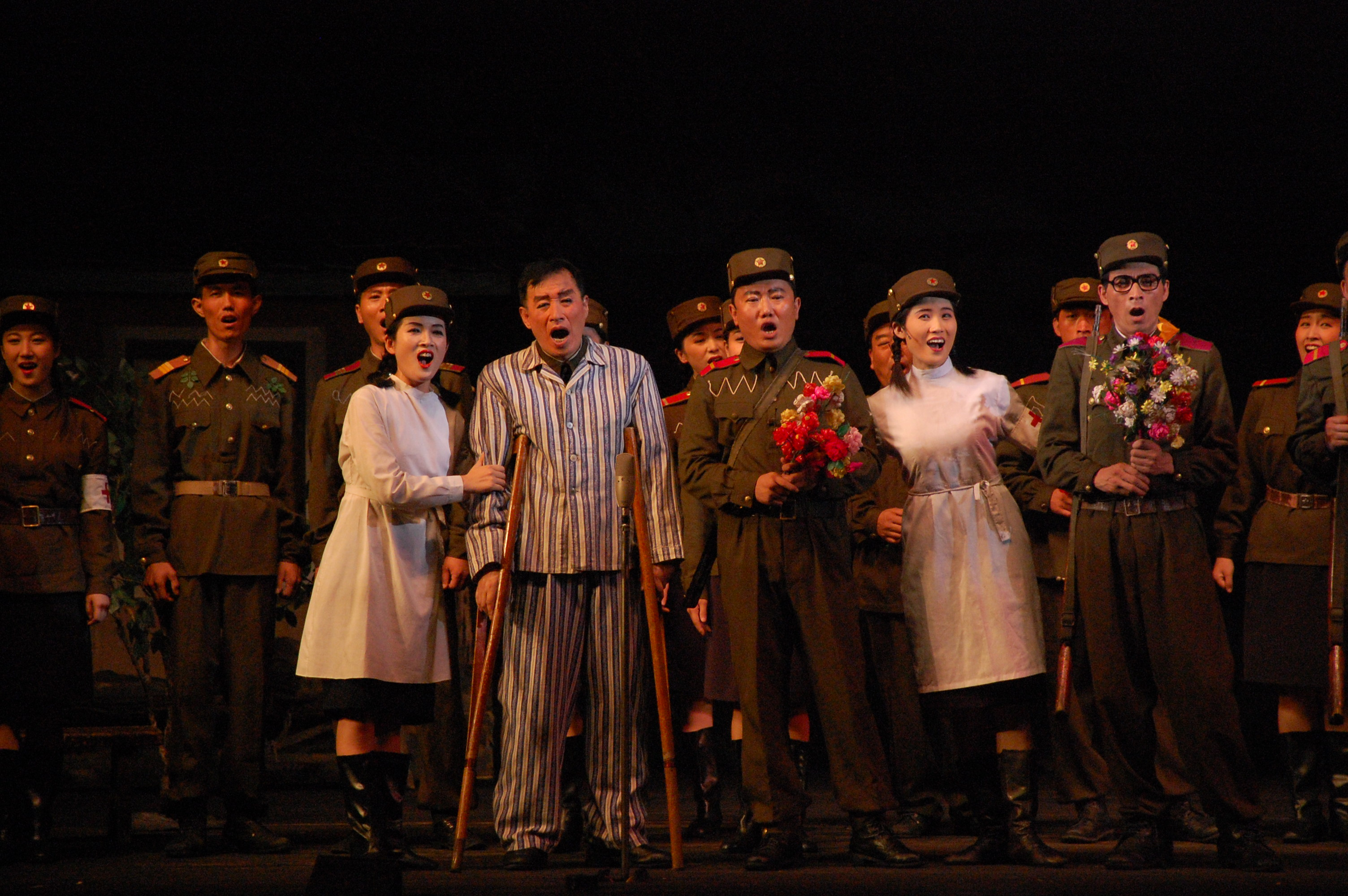
Пхеньянская опера

Музыка КНДР — совокупность всех музыкальных произведений, созданных в Корейской Народно-Демократической Республике.

## Особенности
После разделения Кореи на Корейском полуострове образовалось два государства: Корейская Народно-Демократическая Республика и Республика Корея. Традиции написания революционных песен были использованы в поддержку северокорейского государства, что в итоге привело к формированию в 1980-х годах особого стиля патриотической песни — «тхэджун каё» (кор. 대중 가요). Его становление связано с деятельностью композитора Ким Вон Гюна, написавшего в 1946 году музыку к «Песне о полководце Ким Ир Сене», а также государственный гимн КНДР и ряд широко известных песен. Ныне его именем названа пхеньянская консерватория. Этот стиль сочетает в себе классические и корейские традиционные музыкальные формы, похожие на советскую патриотическую музыку. Песни в жанре «тхэджун каё» являются довольно популярными. Корейская патриотическая музыка получила своё развитие на всём протяжении современной истории КНДР, особенно в послевоенные годы.
В КНДР культура, в том числе и музыка, находится под жёстким контролем государства. Прослушивание южнокорейской музыки расценивается как преступление. Музыка в КНДР следует принципам философии чучхе, разработанным Ким Ир Сеном и его сыном Ким Чен Иром. Основными характеристиками этой музыки является хорошая продуманность композиций, а образы и лирика имеют государственно-патриотическое содержание. Известен ряд классических песен, написанных Ким Ир Сеном и Ким Чен Иром.
В большинстве случаев песни исполняют женщины под аккомпанемент коллектива или хора, сопровождаемые крупным оркестром (либо по западному образцу, либо использующим как и западные, так и традиционные корейские инструменты) или духовым. Сочинение и исполнение музыки в КНДР находится под полным контролем государства, в связи с этим лирика как правило носит оптимистичный характер. В то же время известен ряд популярных лиричных песен, посвящённых памяти павших в борьбе за прекрасное будущее («Живём ли мы как в те трудные годы», «Тоска, не имеющая конца» и т. п.). Многие северокорейские поп-песни обычно исполняются молодыми певицами с электронным ансамблем, перкуссионистом и под аккомпанемент певцов и танцоров. Некоторые песни КНДР, такие как «Хвипхарам» (кор. 휘파람, «Свисток»), стали популярны на Юге. В их творчестве заметно влияние со стороны русской и корейской поп-музыки. Среди названий песен можно отметить: «Наша жизнь — песня», «Мы будем держать штыки крепче», «Радость от изобильного урожая в песне механизации», «Великий Генерал может телепортироваться» (подразумевается неусыпный контроль генерала, бывающего ежедневно во многих местах).
Много музыки создаётся для кинофильмов, пхеньянская киностудия производит инструментальные композиции и песни для своих фильмов. Работы такого корейского композитора как Юн Исана, который большую часть своей жизни провёл в Германии, популярны в КНДР.
Диджей Би-би-си Энди Киршо (англ. Andy Kershaw), посетив КНДР, отметил, что доступна музыка только определённых исполнителей (Чон Хе Ён, Ким Кван Сук, Чо Кым Хва, Ли Пхун Хи), а среди групп — Коллектив лёгкой музыки «Ванджэсан», труппа «Мансудэ» и электронный ансамбль «Почхонбо», которые играют в стиле, названном Энди «лёгкий инструментал с популярным вокалом». Существует также государственный симфонический оркестр, компания оперы «Море крови», два хора, оркестр и ансамбль, посвящённые Юн Исану; все находятся в Пхеньяне.
Вообще корейцы очень музыкальные, и жители КНДР не являются исключением (это обстоятельство используется в том числе и официальной северокорейской пропагандой). Довольно популярным хобби среди жителей КНДР являются игра на гитаре или аккордеоне и пение под их аккомпанемент.
По состоянию середины 1990-х годов, появление новой песни, утверждаемой свыше, было редким событием, поэтому частой практикой служили собрания с целью разучивания новых песен.

## Народная и традиционная музыка

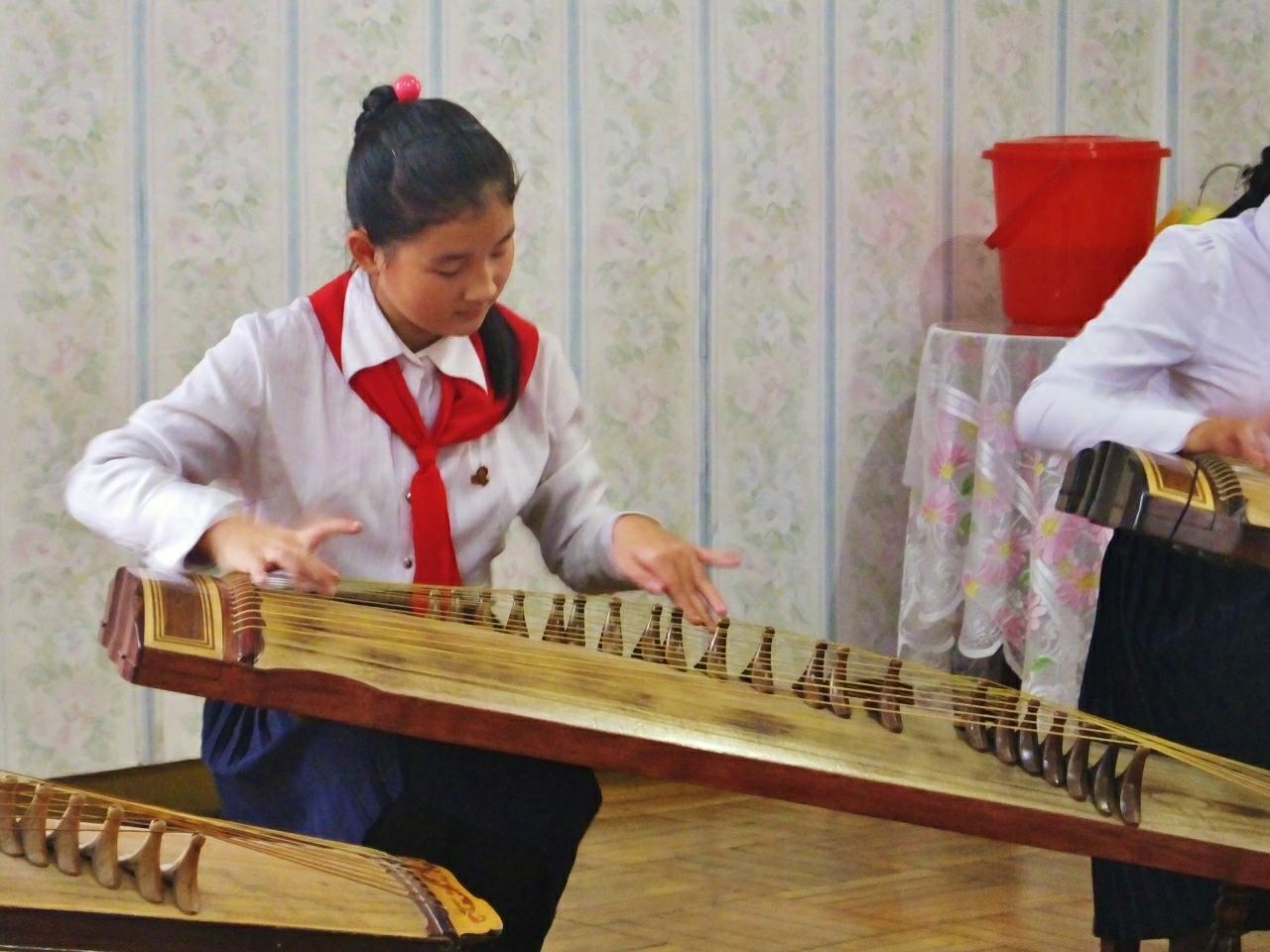
Северокорейская школьница играет на каягыме

Музыка КНДР, как и вся корейская музыка, включает в себя народную и придворную классическую. Среди её жанров — санджо (инструментальные композиции с постепенно ускоряющимся темпом; среди инструментов используются барабан чангу, цитры каягым и аджэн), пхансори (сольные вокальные произведения, исполняемые под аккомпанемент барабана), минё (кор. 민요, крестьянские народные песни) и нонак (сельская ударная музыка, обычно исполняемая 20-30 участниками). В пхансори существует пять основных тем лирики, каждый исполнитель привносит в историю что-то своё, зачастую добавляя свежие шутки и ведя диалог с аудиторией.
В отличие от Южной Кореи, где традиционная и народная музыка сохраняются в аутентичном виде, затрагивая все их жанры, в Северной Корее под национальной музыкой понимаются как и собственно народная/традиционная музыка, так и современная, созданная под их влиянием и использующая традиционные элементы (хотя совмещение народной и современной музыки также имеет место и на юге, однако носит совершенно иной характер). Поскольку народная музыка, как и культура в принципе, находится под влиянием чучхе, то среди широкого спектра корейской народной музыки исполняются только актуальные произведения, подходящие под социалистические стандарты (в отличие от, например, религиозной или придворной музыки). Стоит отметить, что даже исконно народные/традиционные музыкальные формы в КНДР сильно вестернизированы и модифицированы в соответствии с идеологией чучхе, и поэтому отличаются от аутентичных. Российский кореевед Андрей Ланьков называет такую музыку «народной музыкой чучхейского типа», и сравнивает гибридизирующуюся с традиционной музыку западного образца с советской эстрадой времён Дунаевского. Традиционные инструменты ещё в самом начале существования КНДР были усовершенствованы и адаптированы под современные стандарты, для улучшения качества звучания и увеличения возможностей игры, аналогичными с западными инструментами. Также модернизации подверглись реконструированные инструменты, бывшие известными по средневековым источникам, и не дошедшим до наших дней. Также в Северной Корее народные песни исполняются в усовершенствованной, близкой к западной, манере пения (т.н. «стиле чучхе»), в то время как на Юге сохраняется традиционная. Музыковеды КНДР считают пение в «стиле чучхе» наиболее соответствующим для физических характеристик. Многие старые музыкальные формы, которые остаются и используются в традиционном исполнении, были приспособлены для идей современной КНДР, восхваления вождей Трудовой партии Кореи, пропаганды идей чучхе на тему развития КНДР, воссоединении Кореи и др. Пхансори, однако, на севере практически забыт, поскольку по мнению северян, этот жанр отражает вкусы знати. Однако пхансори, равно как и чхангык — традиционная корейская опера, сыграл существенную роль в появлении и развитии т.н. «революционной оперы».
Тем не менее, некоторые религиозные и сложенные до образования КНДР народные музыкальные произведения до сих пор существуют в этой стране. Осуществляются этнографические экспедиции, включающие в себя и сбор народной музыки. Так, был осуществлён масштабный проект по сбору 1000 народных песен. Однако, как и было указано выше, и в этом случае многие песни были модернизированы, стили пения и тексты были скорректированы с учётом актуальности на сегодняшний день.

## Классическая музыка

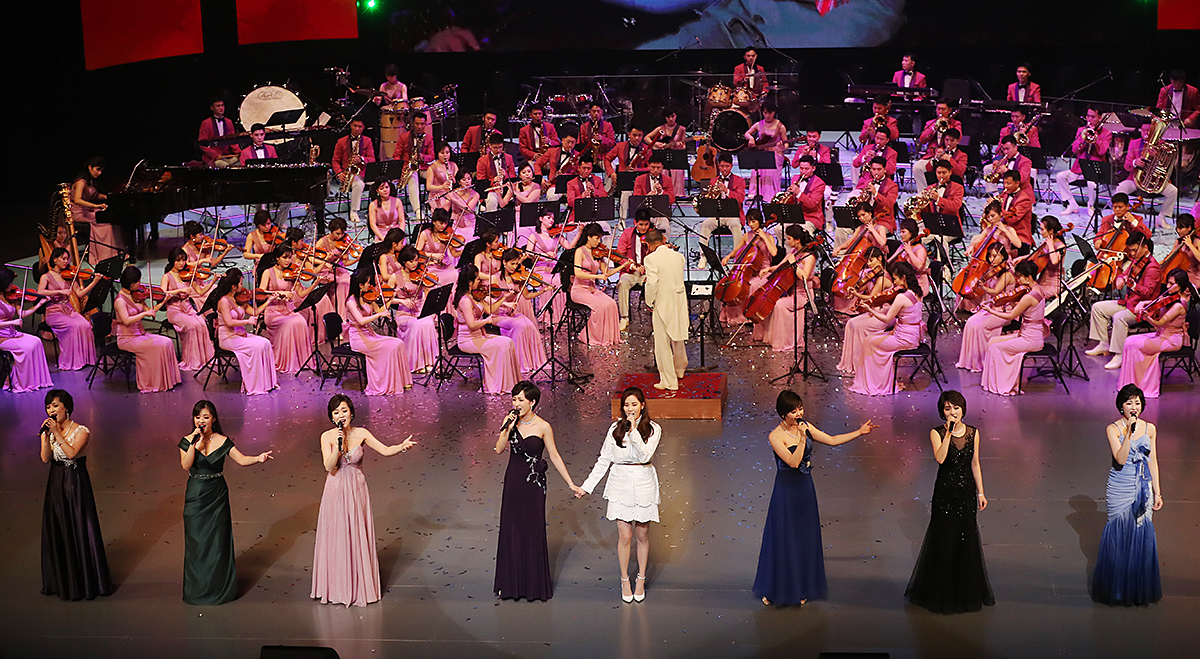
Выступление ансамбля «Самджиён»

Одним из самых известных явлений в классической музыке КНДР является революционная опера. Пять самых известных из них, согласно сообщениям северокорейской прессы, написал лично Ким Чен Ир. Он и в самом деле принимал активное участие в развитии культуры КНДР, и музыки в том числе. В сентябре 1969 года 27-летний на тот момент Ким Чен Ир намечает курс на обновление оперного искусства и провозглашает создание революционных опер, что, согласно его биографии, «позволило бы добиться пышного расцвета оперного искусства в соответствии с требованиями эпохи и сделать его достоянием народа в полном смысле этого слова». Важность создания именно революционной оперы Ким Чен Ир объяснял на встрече с работниками культуры и литераторами в 1974 году следующим образом: поскольку опера как жанр является сочетанием драматургии, поэзии, музыки и танца, то она лучше всего отражает уровень развития страны. По задумке Ким Чен Ира, опера должна была стать витриной чучхейского социализма как и для иностранцев, так и для самих жителей КНДР.
В качестве примера революционной оперы можно привести «Море крови» 1971 года по мотивам одноимённой пьесы Ким Ир Сена. Она — самое популярное произведение в подобном жанре, и одно время жанр революционной оперы называли «в стиле „Моря крови“». Как гласит официальная биография Ким Чен Ира, он, наряду со специально отобранным коллективом лучших авторов (в частности, Ким Вон Гюна, являющегося вероятным настоящим автором «Моря крови»), принимал участие в её создании, корректируя тексты и музыку (тексты некоторых песен он, якобы, и вовсе написал сам), участвуя в постановке спектакля, подборе актёров и даже оформлении декораций. «Море крови» стала своего рода идеалом. В последующие два года (по другим данным — за год) было написано и поставлено ещё четыре революционных оперы — «Верная дочь партии», «Расскажи, тайга!», «Цветочница» и «Песня о горах Кымган». Они, вместе с «Морем крови» составляют цикл классических северокорейских революционных опер.
Революционная опера прежде всего ставит своей целью, помимо революционной тематики и близости к простому народу, зрелищность и масштабность постановки, задвигая художественную ценность на второй план. Одним из заметных элементом революционной оперы является закулисный хор, который исполняет песни, раскрывающие переживания героя или объясняющие значения исполняемой сцены. Другим элементом революционной оперы являются танцы, придающие спектаклю колорит. Принципы революционной оперы изложены в труде Ким Ир Сена «Об искусстве оперы» 1974 года. Вот некоторые из них:
1. Революционность произведения;
2. Ударный творческий труд во время создания процесса произведения (так, указание о создании «Моря крови» было дано Ким Чен Иром в марте 1971 года, а уже 17 июля того же года состоялась премьера оперы[9]);
3. Опора на борьбу корейского народа против японского владычества, в том числе и виде адаптаций пьес Ким Ир Сена;
4. Соответствие произведения духу чучхе и социалистическому реализму, также делая «упор на отображении величия Ким Ир Сена»;
5. Близость к народу, и соответственно, простота понимания, в результате чего вместо арий, «аморфных стихов, положенные на музыку, замысловатых мелодий и речитативов» используются строфические куплетные песни с их «доступностью, нежностью и красотой»; также выпячивание архетипов среди характеров и внешности протагонистов и антагонистов;
6. Опора на традиционную корейскую музыку, также допускаются заимствования из опер Китая и западных стран (в т.ч. и из советских революционных опер), однако заимствования ни в коем случае нельзя признавать, поскольку они не соответствуют чучхе.

Представлению в духе революционной оперы также следуют и другие формы сценического искусства КНДР, такие, как остальная музыка, танцы и массовые гимнастические шоу.
Также создаются оперы и на другие сюжеты, например, на народные сказки и классические средневековые романы, однако они также исполняются по принципу революционных опер. Так, одной из самых известных северкорейских опер не на революционный сюжет является «Повесть о Чхунхян» по мотивам одноимённого пхансори XVIII века, премьера этой оперы состоялась в Художественном театре Мансудэ в декабре 1988 года.

## Электронная музыка
В 2000-е годы патриотический репертуар корейской эстрады продолжает звучать с использованием новейших компьютерных технологий. Незадолго до смерти Ким Чен Ир вместе с Ким Чен Ыном посетил новый центр электронной музыки «Хана», ставший крупной аудиобиблиотекой. В 2018 г. Ким Чен Ын посетил новый музыкальный театр перед его торжественным открытием.

## Музыкальное образование
Большое внимание в КНДР уделяется музыкальному воспитанию детей. Ряд музыкальных коллективов действует при Дворце школьников в Мангёндэ, известны успешные выступления детей из КНДР на международных конкурсах.

## Музыкальные фестивали
Для популяризации в том числе музыкального искусства в столице КНДР много лет проводится художественный международный фестиваль дружбы «Апрельская весна», приуроченный к главному государственному празднику КНДР - Дню Солнца. Считается, что творчество советских музыкантов и исполнителей — участников этого фестиваля, в частности, ансамбля Российской Армии им. Александрова, Иосифа Кобзона и Ларисы Долиной, выступавших в Пхеньяне, повлияли на массовую музыкальную культуру КНДР.
С 2018 года министерство культуры КНДР каждые 2 года организует пхеньянский международный вокальный конкурс.

## Действующие музыкальные коллективы и ансамбли

### Военные
- Ансамбль песни и пляски Корейской народной армии
- Государственный заслуженный хор и ансамбль Корейской народной армии (кор. 공훈국가합창단공)
- Ансамбль песни и пляски военно-морских сил Корейской Народно-Демократической Республики
- Ансамбль песни и пляски Военно-воздушных сил Корейской Народно-Демократической Республики
- Ансамбль песни и пляски департамента общественной безопасности КНДР
- Центральный военный оркестр департамента Народных вооружённых сил КНДР

### Гражданские
- Национальный оркестр Ынхасу (кор. 은하수관현악단)
- Государственный симфонический оркестр Корейской Народно-Демократической Республики
- Симфонический оркестр Исанъюн
- Электронный ансамбль Почхонбо (кор. 보천보전자악단)
- Коллектив лёгкой музыки Ванъджэсан (кор. 왕재산 경음악단)
- Музыкальные коллективы под руководством труппы Мансудэ (кор. 만수대예술단)
  - Заслуженный женский инструментальный ансамбль MAT
  - Коллектив Самджиён MAT
- Оркестр Центрального радио и телевидения
- Оркестр Пхеньянской киностудии
- ВИА Моранбон (кор. 모란봉악단)
- ВИА Чхонбон (кор. 청봉악단)
- Пхеньянская консерватория им. Ким Вон Гюна (кор. 김원균명칭평양음악대학)